# Zuhanórepülés (film, 2007)
A Zuhanórepülés egy 2007-ben bemutatott magyar akciófilm Novák Erik rendezésében.

## Történet
|  | Alább a cselekmény részletei következnek! |

A történet szerint Theo (Nagy Zsolt) éppen kiszabadul a börtönből azzal a tudattal, hogy: „Nem jövök ide vissza...”. De amint kilép az utcára az első állomása egy night club ahol a helyi maffia garázdálkodik és az alvilág újra megtalálja Theot és minden kezdődik újra: drogok, prostituáltak, fegyverek...

## Szereplők
- Theo (Nagy Zsolt)
- Iva (Baranyai Vera)
- Igor (Törköly Levente)
- Melinda (Gryllus Dorka)
- Karesz (Kokics Péter)
- Csilla (Parti Nóra)
- Nagybácsi (Lukáts Andor)
- Veterán (Derzsi János)

## Karakterek
- Theo: Jól mozog a budapesti éjszakában, élvezi a drogdealerségéből fakadó ismertséget. Kemény, amikor helyzet van, ellágyul, amikor szerelmes. Szeretni való srác, olyan típus, akinek a csajok mindent megbocsátanak. A törvény peremén élő figura. Simlis, kekec, intelligens.
- Iva: Az orosz angyal, az ártatlan, tiszta fiatal lány, aki megbabonázza a férfiakat. Bármit elhiszel neki. Törékeny, szenvedélyes. Mellesleg Igor féltett húga.
- Melinda: Egyszerű táncoslány egy éjszakai bárban. Mókuskerékben él, ahhoz kedves, akihez érdekei fűzik. Egyetlen embert szeret őszintén és odaadóan: Theo-t.
- Igor: Orosz bűnöző, aki kezében tartja a budapesti drogkereskedelmet. Könyörtelen „üzletember”, sakkban tartja a körülötte levőket. Nem ismer lehetetlent. Nagyon jól beszél magyarul. Igazi maffiózó: kapcsolatrendszere szerteágazó.